# Nazionale maschile di rugby a 15 della Russia
La nazionale di rugby a 15 della Russia (in russo Сборная России по регби?, Sbornaja Rossii po regbi) è la nazionale maschile di rugby a 15 che rappresenta la Russia in ambito internazionale. Il debutto in un match non ufficiale internazionale fu il 6 giugno 1992 contro i Barbarians, battuti 27-23, dopo che la federazione russa di rugby è entrata a far parte della International Rugby Board nel 1990. In precedenza la squadra nazionale rappresentava l'Unione Sovietica, in cui il rugby fu fondato nel 1936, e nei primi anni 1990 la CSI.
Al 18 luglio 2022 la squadra occupa la 25ª posizione del ranking World Rugby.

## Storia

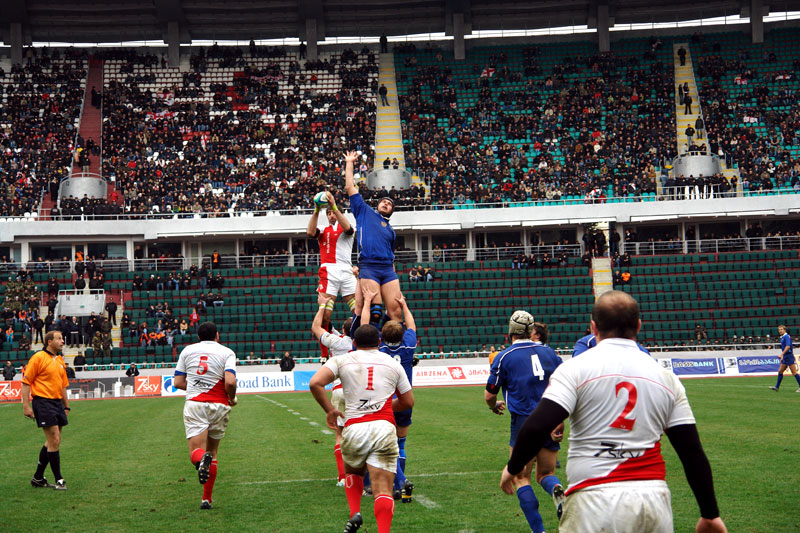
Azione di gioco durante la partita contro la giocata il 24 marzo 2007

Il rugby venne fondato in Unione Sovietica nel 1936, sebbene la nazionale sovietica disputò il suo primo incontro internazionale ufficiale solamente nel 1974, venendo sconfitta 26-6 in Romania. Dopo la caduta dell'Unione Sovietica, i giocatori russi disputarono tra il 1991 e il 1992 quattro partite con la selezione della CSI.
Dopo il debutto del 6 giugno 1992 contro i Barbarians, la nuova nazionale russa giocò la prima partita ufficiale quattro mesi più tardi vincendo 17-11 fuori casa contro il Belgio all'interno della Coppa FIRA. Negli anni 2000, con l'imporsi della Russia tra le squadre di élite del Campionato europeo per Nazioni, si registra la crescita del movimento rugbistico russo. Tra il 2006 e il 2009 prese parte anche alla IRB Nations Cup, mentre nel 2010 fu invitata alla Churchill Cup dove si classificò al 5º posto.
La Russia partecipò per la prima volta ad una Coppa del Mondo nel 2011, grazie al secondo posto conquistato nel Campionato europeo per Nazioni 2008-10 che le garantì la qualificazione. Venne inserita nel girone C assieme ad Australia, Irlanda, Italia e Stati Uniti concludendo la propria partecipazione incassando quattro sconfitte in altrettanti incontri e guadagnando un solo punto grazie al bonus sconfitta conquistato contro gli Stati Uniti (partita persa 13-6).
La nazionale russa non riuscì a qualificarsi per la successiva Coppa del Mondo di rugby 2015: terminata al terzo posto dietro Georgia e Romania al Campionato europeo per nazioni di rugby 2012-14, valevole per l'assegnazione dei due posti disponibili per l'Europa, la Russia fu costretta a disputare i playoff di ripescaggio che nella doppia finale videro prevalere l'Uruguay (la Russia vinse 22-21 in casa ma a Montevideo perse 36-27).

## Rosa attuale
Questa è la rosa dei giocatori convocati per l'edizione 2013 del Campionato europeo per Nazioni: